# الیوولا
الیوولا (به ایتالیایی: Olivola) یک کومونه در ایتالیا است که در استان آلساندریا واقع شده‌است.

## خصوصیات
الیوولا ۲٫۷ کیلومترمربع مساحت و ۱۴۲ نفر جمعیت دارد و ۲۸۰ متر بالاتر از سطح دریا واقع شده‌است.